# Ислам в Китае
Ислам проник в Китай в VII—VIII веках с двух сторон: через Синьцзян и морским путём с юго-востока, вместе с приезжими арабами и персами, с которыми Империя Тан поддерживала отношения.
Первая мечеть в Китае построена в 742 году в столице (которой тогда был Сиань, см. История ислама в Китае). В XIII—XIV веках некоторые ханы правящей династии Юань были мусульманами.

## Численность и последователи
Традиционно исповедуют ислам тюркские и монгольские народы, уйгуры (10 миллионов), казахи (3 миллиона), татары (15 тысяч), киргизы (300 000), узбеки (70 000), дунсян (100 000), а также таджики (50 000) в Синьцзяне и хуэй-дунгане (10 млн человек). В основном китайские мусульмане являются суннитами и следуют ханафитскому мазхабу, но таджики являются шиитами-исмаилитами.
Согласно социологическому исследованию, проведённому Национальным центром опросного исследования Школы философии Китайского народного университета в период с 2013 по 2015 году путём опроса 4382 верующих из 31 региона КНР, ислам является религией с наибольшей долей молодёжи. По данным исследования, 22,4 % мусульман Китая младше 30 лет. Люди этого возраста среди католиков составляют 22 %, а среди буддистов 54,6 % последователей, напротив, старше 60 лет, у даосизма число последователей старше 60 лет схожее: 53,8 %. Адъюнкт-профессор буддийских исследований и заместитель декана Школы философии Китайского народного университета Вэй Дедун в интервью Global Times отметил, что причина, по которой число мусульманской молодёжи среди китайцев выше, чем число буддистов и католиков, заключается в том, что «многие последователи ислама относятся к этническим меньшинствам, а у них женщины часто имеют по несколько детей».

### Хуэй-Дунгане
Начиная с династии Юань, всех мусульман Китая стали называть «хуэй». Это слово применялось к уйгурам, арабам, татарам и другим представителям мусульманских народов. В середине XX века словом «хуэй» официально стали называть только ассимилированных мусульман, говорящих на китайском языке, а также их потомков от смешанных браков. Китайцы традиционно называют ислам хуэй-цзяо («учение хуэй»), иногда исылань (исламский) и мусылинь (мусульманский), мусульмане предпочитают термин цинъчжэнь-цзяо («чисто истинное учение»).
Хуэйцы преимущественно живут в Нинся-Хуэйском автономном районе, а также в компактных крупных и малых поселениях таких провинций, как Ганьсу, Хэбэй, Хэнань, Цинхай, Шаньдун, Юньнань. Хуэй — крупнейшее национальное меньшинство страны, они говорят на китайском языке и используют иероглифическую китайскую письменность. В то же время небольшая их часть владеет арабским и персидским языками.

## Современное положение
По состоянию на 2020-е годы мусульмане Китая испытывают трудности с отправлением культа ввиду налагаемых властями ограничений и строгого контроля верующих. Также в Китае существует проблема мусульманского образования. Первые медресе стали открываться в Китае в XVI веке, при этом коранические тексты распространялись в рукописном виде вплоть до XIX столетия: первое арабское издание Корана вышло в Китае лишь в 1862 году, а первый перевод Корана на китайский язык — в 1927 году. Во второй половине XIX века китайские мусульмане неоднократно поднимали восстания против властей, но на них следовала немедленная жёсткая реакция, и своих целей они не достигли.
В конце 1960-х годов началась волна религиозных репрессий, продолжавшаяся до реформ Дэн Сяопина в 1978 года. После этого давление на мусульман сократилось, из-за чего верующие начали распространять и переводить исламские тексты, строить новые и ремонтировать заброшенные мечети.
По состоянию на 2010-е годы количество мечетей в Китае оценивалось примерно в 40 000, почти при каждой есть медресе, в некоторых — и школы боевых искусств. Законодательство КНР запрещает получение религиозного образования несовершеннолетними, и медресе в основном посещают мужчины 18 лет и старше. На северо-западе Китая в некоторых провинциальных школах допустимо, чтобы ученикам было 16 лет. Существуют особые женские мечети, которые управляются женщинами-имамами (ахунами). Особенно много их на Центральной равнине.
С 1983 по 1987 годы в стране были открыты восемь институтов Корана (исылань цзинсюэюань), имеющих статус университетов. Они находятся в Куньмине, Пекине, Ланьчжоу, Синине, Шэньян, Чжэнчжоу, Иньчуане и Урумчи. Выпускники таких университетов могут работать имамами.
В 1980 году китайским мусульманам было разрешено совершать хадж, в 2010 году это сделали 13 тысяч человек.
В 1996 году религиозное образование было снова запрещено после волнений в Синьцзяне, позже оно возобновилось, но под ещё более строгим контролем. В 2001 году китайские власти снова усилили контроль над религиозными организациями и сообществами, что указывается как последствие, среди прочего, увеличения популярности ислама. Был создан Комитет по делам исламского образования, состоящий из 16 человек, 10 из которых — хуэй. Комитет контролирует публикацию переводов исламских текстов и учебников. Как пример ограничения исламского образования приводится запрет находиться в мечетях вне времени молитвы, наложенный в августе 2002 года в городах Южного Тянь-Шаня. Лишь мечеть Ид Ках в Кашгаре была открыта для осмотра туристами.
В 2002 году в Синьцзяне сохранялись значительно более строгие ограничения, чем в других провинциях. В синьцзянских медресе допускали обучение 1—2 человек, тогда как на остальной территории страны их могло быть около сотни, открытие новых медресе было затруднено.

## Положение уйгуров
В 2014 году власти Китая в связи с обеспечением безопасности, после произошедших в апреле и мае того же года террористических актов (за которым по данным «Синьхуа» стояло уйгурское незаконное вооружённое формирование «Исламское движение Восточного Туркестана») в административном центре Синьцзян-Уйгурского автономного района Урумчи и повлёкших многочисленные жертвы ввели для учащихся школ и студентов высших учебных заведений запрет на соблюдение поста месяца Рамадан. По данным корреспондента индийской редакции интернет-издания International Business Times Мугдха Вайяра июне 2015 года в уйгурском регионе Синьцзян на сайтах местных властей появились сообщения о запрете чиновникам-мусульманам соблюдать обязательный пост месяца Рамадан. Международный союз мусульманских учёных (IUMS) осудил запрет поста, выступил с призывом к Организации исламского сотрудничества защитить права мусульман и предупредил власти Китая, что известие в исламском мире о преследовании уйгуров способно отрицательно сказаться на экономике страны. Интернет-издание IslamNews со ссылкой на Анадолу отмечало, что обеспокоенность в связи с этим послу Китая выразило Министерство иностранных дел Турции. В свою очередь представитель Министерства иностранных дел КНР Хуа Чунин опроверг заявление МИД Турции о том, что имеет место запрет китайским мусульманам из числа этнических уйгуров исповедовать ислам и поститься в Рамадан.
В марте-апреле 2017 года после принятия Собранием народных представителей Синьцзян-Уйгурского автономного района поправок в антитеррористический закон был обнародован официально утверждённый список имён, носителям которых теперь запрещено выдавать свидетельство о рождении и регистрироваться в государственной системе социального обеспечения хукоу (получение образовательных и медицинских услуг). Под запретом оказались такие имена, как Джихад, Имам, Ислам, Коран, Мекка, Саддам, Хадж и все имена, происходящие от символа полумесяца со звездой. Также признаны недопустимыми имена мусульманских учёных, которые рассматриваются как «поощрение террора и культов зла». Ранее власти Синьцзяна в целях противодействия воинствующему экстремизму запретили женщинам носить паранджу и мужчинам отращивать большие бороды (рассматривается как явный признак уйгурского сепаратиста), а также проводить религиозные бракосочетания (никах) в отсутствии духовенства утверждённого официально и представителей Коммунистической партии Китая.
По оценке американских неправительственных организаций Chinese Human Rights Defenders и Equal Rights Initiative в период с 2012 по 2017 года в Синьцзяне было зафиксировано 306-процентное увеличение числа уголовных арестов, на которые приходился 21 процент от общего национального показателя, несмотря на то, что регион составлял всего 1,5 процента населения. По их мнению это увеличение было вызвано кампанией правительства под названием «Жёсткий удар». В 2017 году по их данным было произведено 227 882 уголовных ареста в Синьцзяне.

В мае 2018 года преподаватель методов социальных исследований Европейской школы культуры и теологии в Корнталь-Мюнхингене Андриан Зенц в статье для Jamestown Foundation утверждал, что в лагерях перевоспитания в Синьцзяне содержится от нескольких сотен тысяч до более чем одного миллиона мусульман. Ассоциированный профессор истории Ново-Орлеанского университета Лойолы и научный сотрудник Американского совета по изучению обществ Риан Тум отметил, что 
Верхний предел оценки Зенца население лагеря перевоспитания в Синьцзяне превышает максимальное число заключённых в нацистских концентрационных лагерях (714 211 в 1945 году, согласно книге Николауса Вахсмана «История нацистских концлагерей»), в несколько превышает число японских граждан, интернированных Соединёнными Штатами во время Второй мировой войны, и составляет примерно половину охвата советской системы ГУЛАГа, в которой находилось около 2 миллионов человек. Остаётся неясным, какой из этих случаев в наибольшей степени будет напоминать массивная инфраструктура интернирования Синьцзяна.
Профессор политики Брюссельского свободного университета Тьерри Келлнер в беседе с Associated Press сравнивал ситуацию в Синьцзяне с антиутопией Джорджа Оруэлла.
Корреспондент Франс-Пресс Жоэлль Гарру в августе 2018 года утверждала, что все владельцы транспортных средств должны были установить устройства слежения GPS.
В свою очередь китайские власти опровергли обвинения, заявив, что в Синьцзяне ими проводится «специальная кампания», направленная на борьбу с «экстремистскими и террористическими преступлениями», а не какими-то определёнными религиозными или этническими группами.